# Olympische Sommerspiele 2000/Leichtathletik – 20 km Gehen (Frauen)

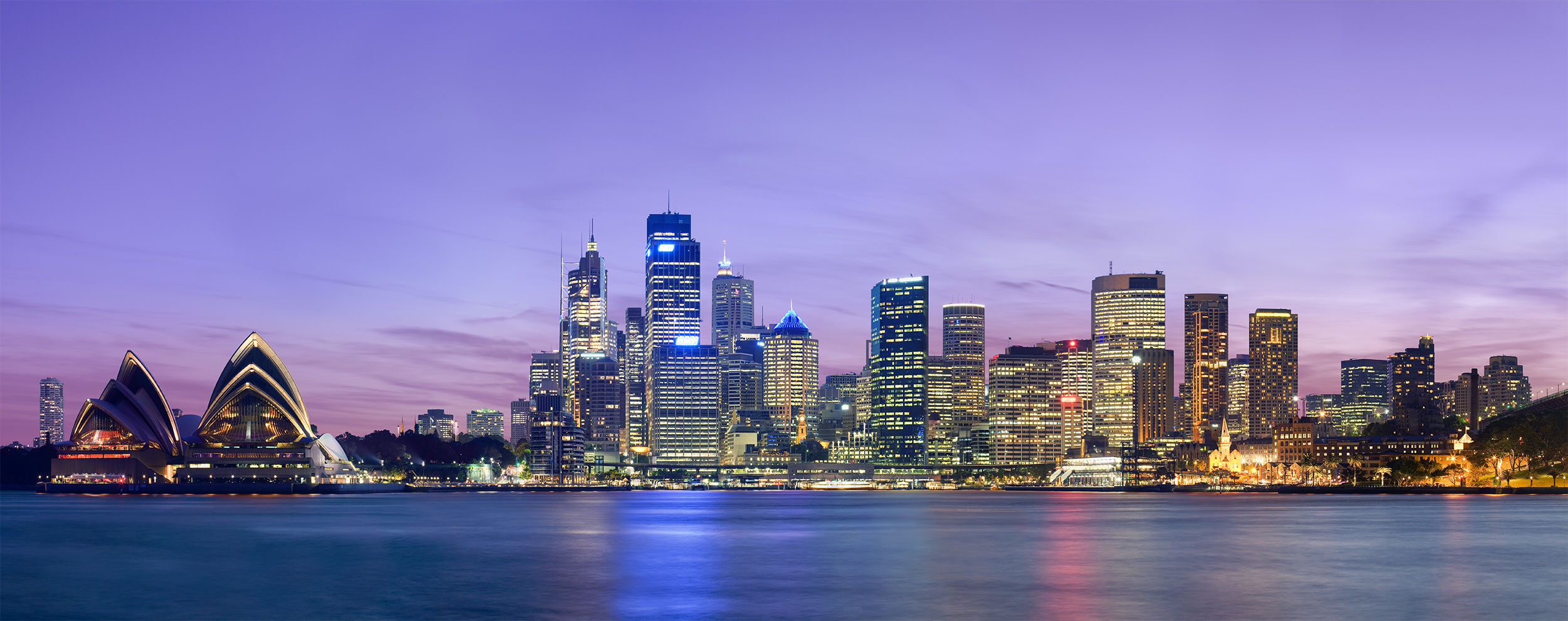
Skyline von Sydney von Sydney im Jahr 2008

Das 20-km-Gehen der Frauen bei den Olympischen Spielen 2000 in Sydney wurde am 28. September 2000 auf einem Rundkurs in Sydney ausgetragen. Start und Ziel waren das Stadium Australia. 57 Athletinnen nahmen teil, 45 erreichten das Ziel. Zum ersten Mal wurde der Gehwettbewerb der Frauen auf der 20-km-Distanz ausgetragen. 1992 und 1996 stand der Wettbewerb als 10-km-Gehen auf dem Programm.
Olympiasiegerin wurde die Chinesin Wang Liping. Sie gewann vor der Norwegerin Kjersti Plätzer und der Spanierin María Vasco.
Kathrin Boyde und Beate Gummelt gingen für die deutsche Mannschaft an den Start. Boyde musste das Rennen aufgeben, Gummelt kam auf Platz neunzehn ins Ziel.

Athletinnen aus der Schweiz, Österreich und Liechtenstein nahmen nicht teil.

## Aktuelle Titelträgerinnen
| Olympiasiegerin 1996                      | Jelena Nikolajewna Nikolajewa ( Russland) – 10-km-Gehen | Jelena Nikolajewna Nikolajewa ( Russland) – 10-km-Gehen | Atlanta 1996                               |
| Weltmeisterin 1999                        | Liu Hongyu ( Volksrepublik China)                       | 1:30:50 h                                               | Sevilla 1999                               |
| Europameisterin 1998                      | Annarita Sidoti ( Italien) – 10-km-Gehen                | Annarita Sidoti ( Italien) – 10-km-Gehen                | Budapest 1998                              |
| Panamerikanische Meisterin 1999           | María Graciela Mendoza ( Mexiko)                        | 1:34:19 h                                               | Winnipeg 1999                              |
| Zentralamerika und Karibik-Meisterin 1999 | Teresa Ramos ( Guatemala) – 10-km-Gehen                 | Teresa Ramos ( Guatemala) – 10-km-Gehen                 | Bridgetown 1999                            |
| Südamerika-Meisterin                      | Geovana Irusta ( Bolivien)                              | 1:46:46 h                                               | Lima 2000                                  |
| Asienmeisterin 2000                       | Wettbewerb nicht im Meisterschaftsprogramm              | Wettbewerb nicht im Meisterschaftsprogramm              | Wettbewerb nicht im Meisterschaftsprogramm |
| Afrikameisterin 2000                      | Bahia Boussad ( Algerien) – 10-km-Gehen                 | Bahia Boussad ( Algerien) – 10-km-Gehen                 | Algier 2000                                |
| Ozeanienmeisterin 2000                    | Wettbewerb nicht im Meisterschaftsprogramm              | Wettbewerb nicht im Meisterschaftsprogramm              | Wettbewerb nicht im Meisterschaftsprogramm |

## Rekorde / Bestzeiten
Weltrekorde wurden im Straßengehen außer für Meisterschaften wegen der unterschiedlichen Streckenbeschaffenheiten noch nicht geführt.

### Bestehende Rekorde / Bestzeiten
| Weltbestzeit       | 1:25:18 h                                                   | Tatjana Gudkowa ( Russland)                                 | Moskau, Russland                                            | 19. Mai 2000                                                |
| Olympischer Rekord | Wettbewerb bei Olympischen Spielen bisher nicht ausgetragen | Wettbewerb bei Olympischen Spielen bisher nicht ausgetragen | Wettbewerb bei Olympischen Spielen bisher nicht ausgetragen | Wettbewerb bei Olympischen Spielen bisher nicht ausgetragen |

### Erster Olympiarekord / weitere Bestleistung
Die chinesische Olympiasiegerin Wang Liping stellte im Wettbewerb am 28. September mit 1:29:05 h den ersten olympischen Rekord auf.
Darüber hinaus gab es eine neue nationale Bestleistung:

1:36:09 h – Kim Mi-jung, Südkorea

## Streckenführung
Gestartet wurde mit fünf Runden auf der Laufbahn des Stadiums Australia. Anschließend wurde das Stadion verlassen. Durch einen Tunnel führte die Route auf der Edwin Flack Avenue in Richtung Norden. Kurz vor dem Olympic Boulevard wendete die Strecke sich nach rechts und bog in die Querstraße Pondage Link ein, welche die Edwin Flack Avenue mit der Hill Road verbindet. Ab hier begann ein T-förmiger Rundkurs von zwei Kilometern Länge, der achtmal zu absolvieren war. Dieser Kurs führte zunächst nach rechts in die Hill Road. Kurz nach der Brücke über den Haslams Creek gab es eine Wendung und es ging zurück bis zur Einmündung des Old Hill Link. Hier wurde mit einem kleinen Bogen in den Pondage Link wieder gewendet und der Weg führte zurück zur Hill Road. Nach Absolvierung des Rundkurses ging es auf derselben Strecke wie auf dem Hinweg zurück ins Stadion, wo das Ziel erreicht wurde.

## Ausgangssituation
Der Gehwettbewerb der Frauen wurde zum dritten Mal ausgetragen, hier in Sydney erstmals über die Distanz von zwanzig Kilometern, nachdem die Strecke vorher nur halb so lang war.
Schon bei den Weltmeisterschaften im Vorjahr hatten zwei Chinesinnen vorne gelegen. So gehörten die chinesischen Geherinnen auch hier zu den Favoritinnen, vor allem natürlich die Weltmeisterin Liu Hongyu und die Vizeweltmeisterin Wang Yan. Weitere stark eingeschätzte Athletinnen waren die Russin Tatjana Gudkowa, die im Mai des Olympiajahres eine neue Weltbestzeit aufgestellt hatte, die australische WM-Dritte Kerry Saxby-Junna sowie die italienische Europameisterin und Weltmeisterin von 1997 – jeweils über 10 km – Annarita Sidoti.

## Ergebnis und Wettbewerbsverlauf

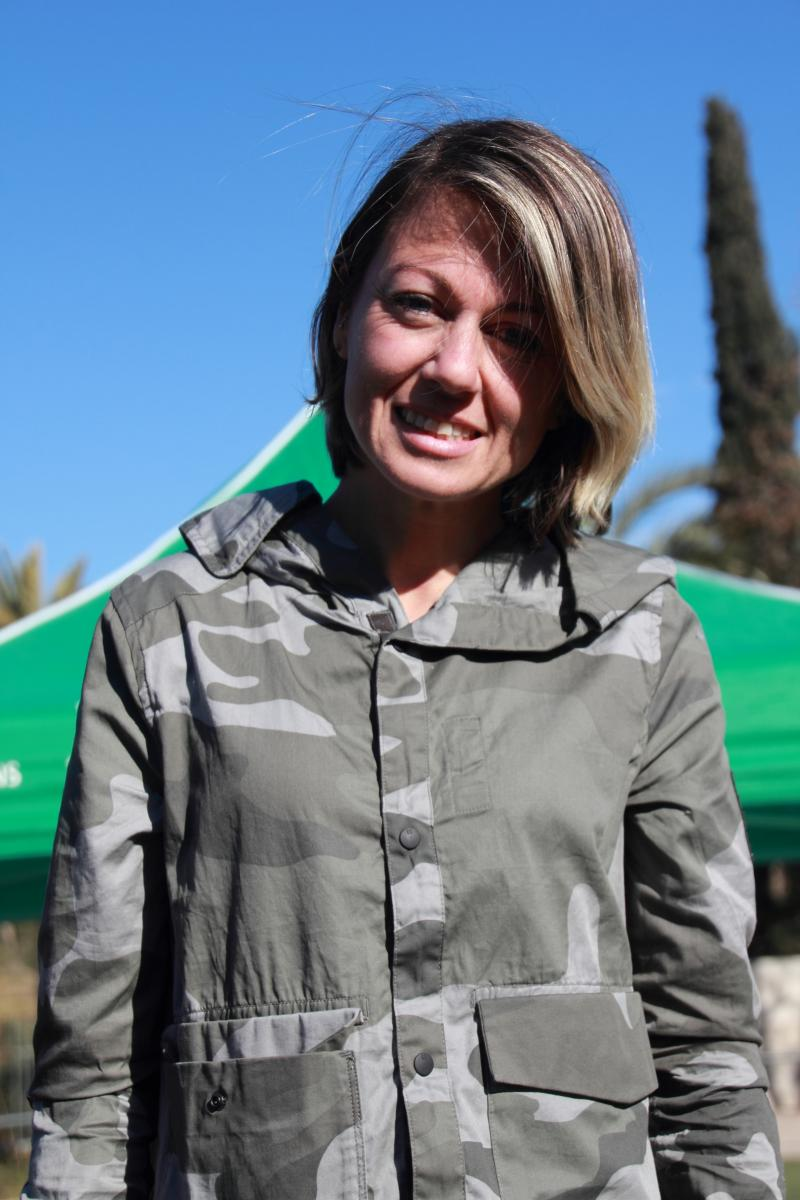
María Vasco (hier im Jahr 2015) gewann die Bronzemedaille

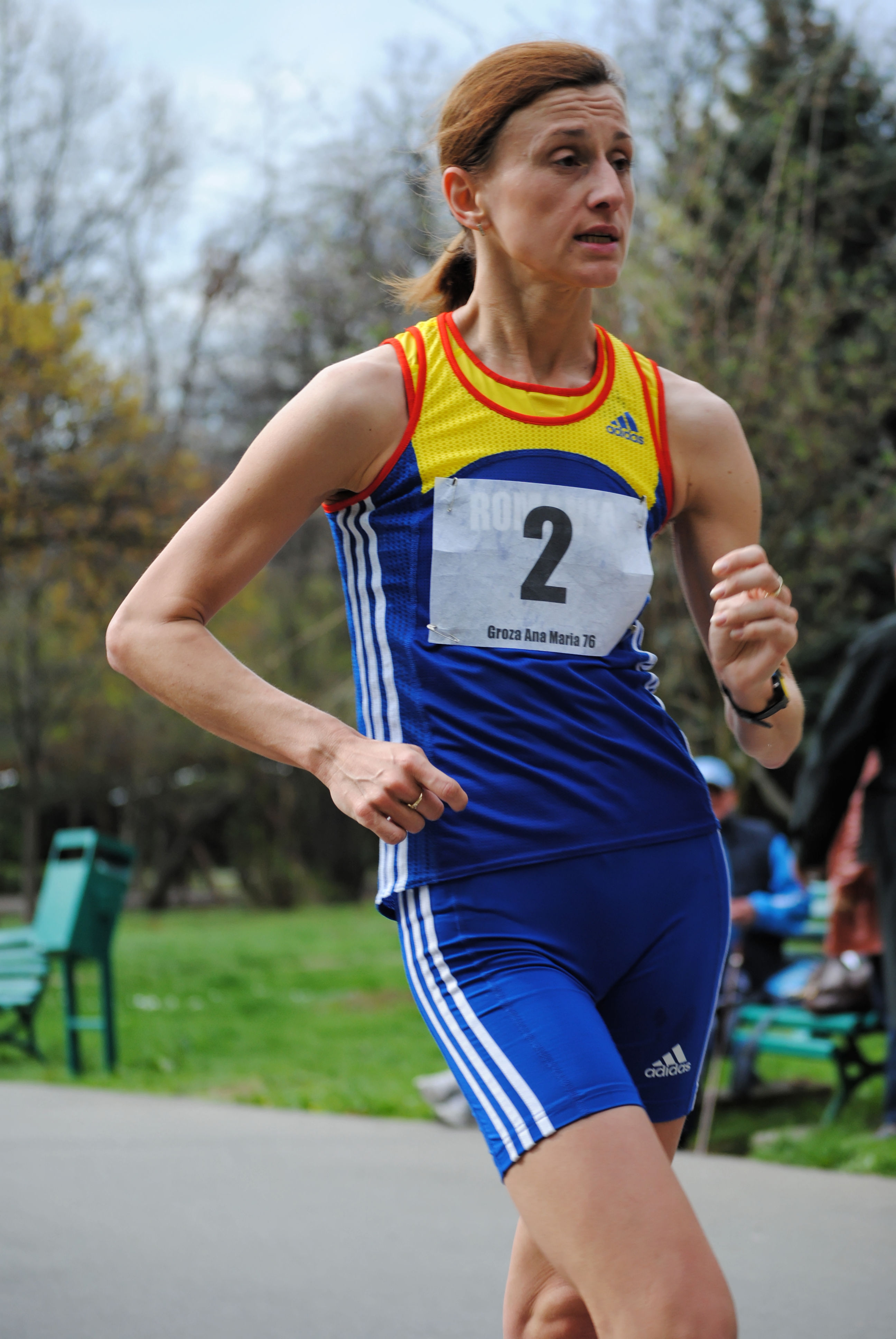
Ana Maria Groza wurde Dreizehnte

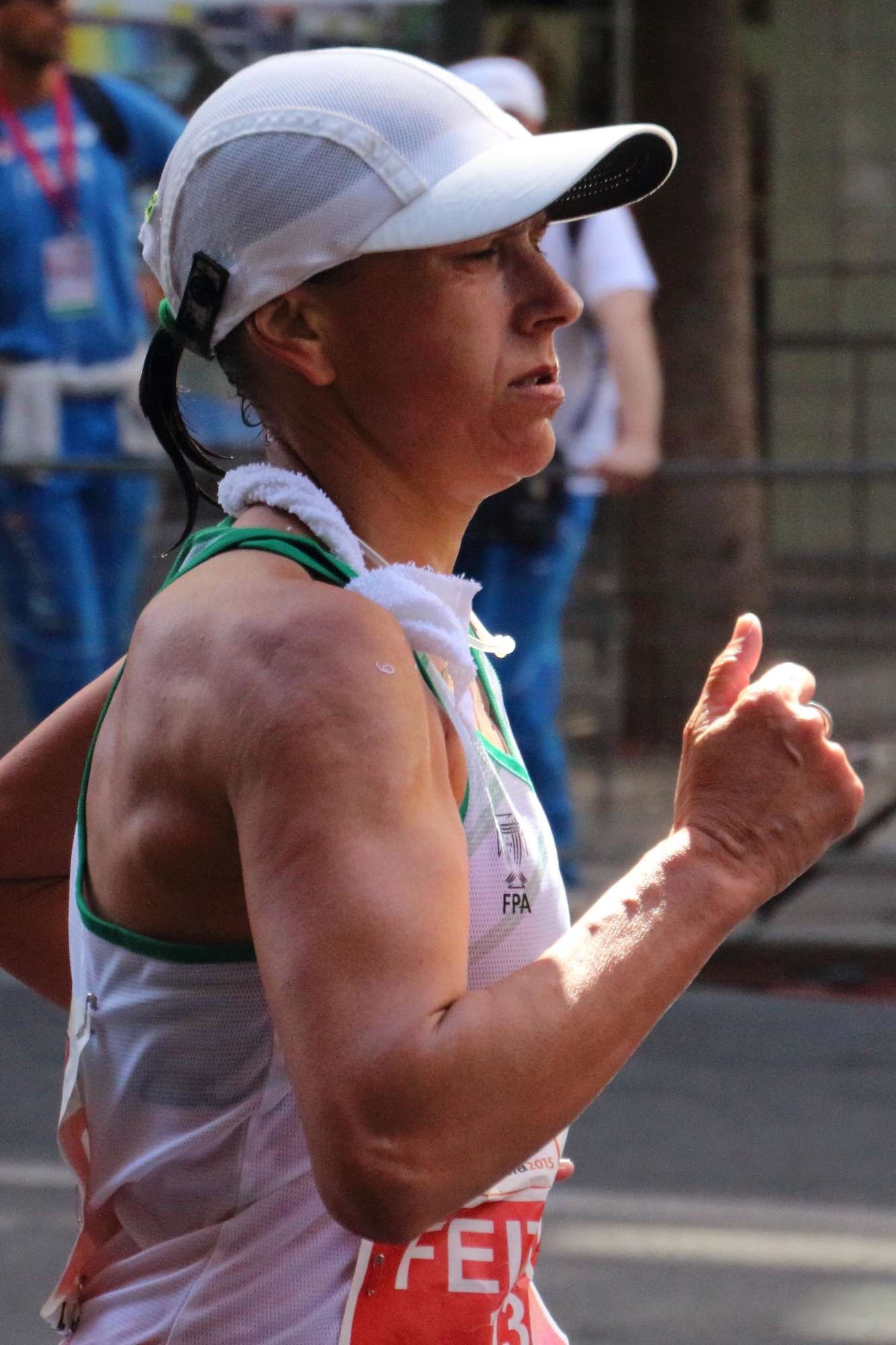
Susana Feitor belegte Rang vierzehn

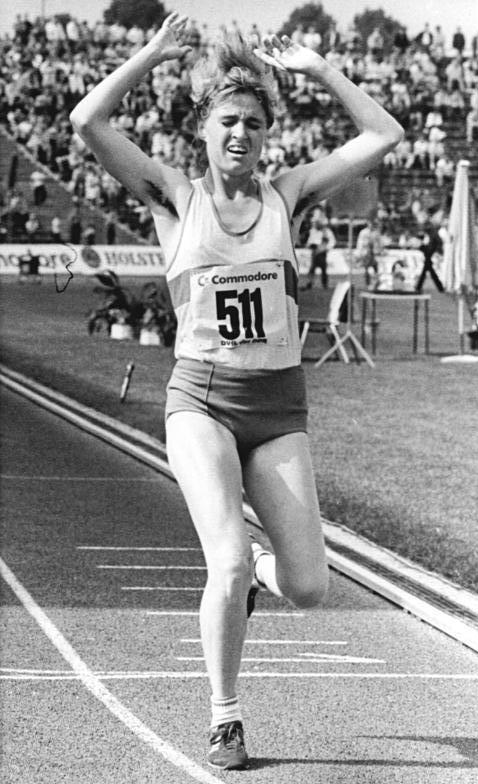
Beate Gummelt kam als Neunzehnte ins Ziel

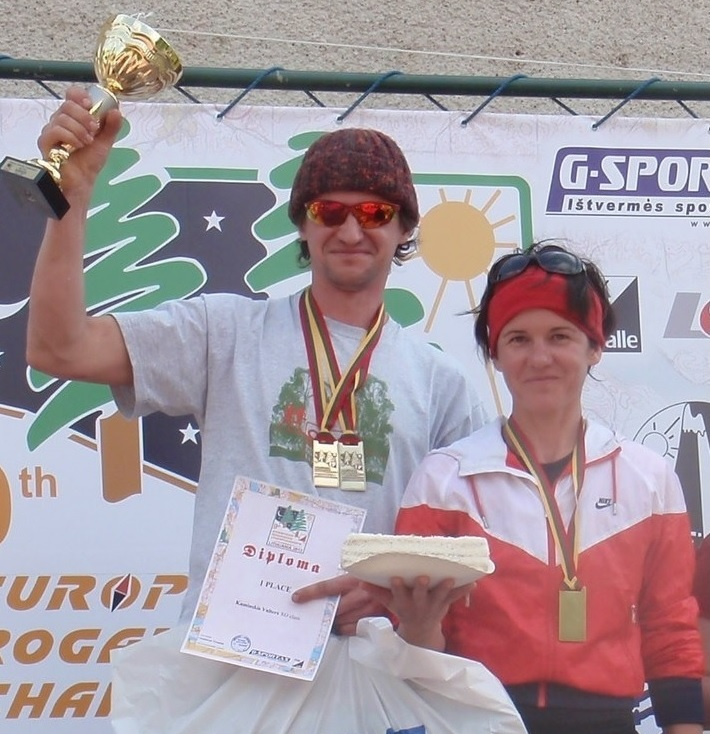
Anita Liepiņa erreichte Platz 37

28. September 2000, Start um 10:45 Uhr
Anmerkung: Alle Zeitangaben sind auf Ortszeit Sydney (UTC+10) bezogen.
| Zwischenzeiten | Zwischenzeiten | Zwischenzeiten                                                        | Zwischenzeiten |
| Marke          | Zwischenzeit   | Führende                                                              | 2-km-Zeit      |
| -------------- | -------------- | --------------------------------------------------------------------- | -------------- |
| 2 km           | 9:01 min       | Yueling 2 s vor Sidoti und 3 s vor großem Feld                        | 9:01 min       |
| 4 km           | 18:13 min      | Zybulskaja 6 s vor den nächsten Geherinnen                            | 9:12 min       |
| 6 km           | 27:01 min      | Zybulskaja 18 s vor den nächsten Geherinnen                           | 8:48 min       |
| 8 km           | 35:55 min      | Zybulskaja 7 s vor Perrone und Alfridi                                | 8:54 min       |
| 10 km          | 44:54 min      | Hongyu 1 s vor 7 Geherinnen                                           | 8:59 min       |
| 12 km          | 53:40 min      | Hongyu / Perrone / Saville 1 s vor 2 Geherinnen                       | 8:46 min       |
| 14 km          | 1:02:25 h00    | Plätzer / Perrone 1 s vor Hongyu / Saville und 1 s vor Liping         | 8:45 min       |
| 16 km          | 1:11:07 h00    | Hongyu 1 s vor Perrone / Saville, 8 s vor Plätzer und 12 s vor Liping | 8:42 min       |
| 18 km          | 1:20:11 h00    | Liping 6 s vor Plätzer und 57 s vor Vasco                             | 9:04 min       |
| 20 km          | 1:29:05 h00    | Wang Liping                                                           | 8:54 min       |

| Platz | Name                    | Nation              | Zeit (h)          | Verwarnungen    | Anmerkung                             |
| ----- | ----------------------- | ------------------- | ----------------- | --------------- | ------------------------------------- |
| 0 1   | Wang Liping             | Volksrepublik China | 1:29:05           | Knie / Bod      | erster OR                             |
| 0 2   | Kjersti Plätzer         | Norwegen            | 1:29:33           |                 |                                       |
| 0 3   | María Vasco             | Spanien             | 1:30:23           |                 |                                       |
| 0 4   | Erica Alfridi           | Italien             | 1:31:25           | Bod / Knie      |                                       |
| 0 5   | María Guadalupe Sánchez | Mexiko              | 1:31:33           | Bod             |                                       |
| 0 6   | Norica Câmpean          | Rumänien            | 1:31:50           |                 |                                       |
| 0 7   | Kerry Saxby-Junna       | Australien          | 1:32:02           |                 |                                       |
| 0 8   | Tatjana Gudkowa         | Russland            | 1:32:35           |                 |                                       |
| 0 9   | Natallja Misjulja       | Belarus             | 1:33:08           | Knie / Bod      |                                       |
| 10    | Gillian O’Sullivan      | Irland              | 1:33:10           |                 |                                       |
| 11    | Athina Papagianni       | Griechenland        | 1:33:14           | Knie            |                                       |
| 12    | Walentyna Sawtschuk     | Ukraine             | 1:33:22           |                 |                                       |
| 13    | Ana Maria Groza         | Rumänien            | 1:33:38           |                 |                                       |
| 14    | Susana Feitor           | Portugal            | 1:33:53           |                 |                                       |
| 15    | Yuan Yufang             | Malaysia            | 1:34:19           | Bod             |                                       |
| 16    | Kristina Saltanovič     | Litauen             | 1:34:24           |                 |                                       |
| 17    | Michelle Rohl           | USA                 | 1:34:26           | Bod             |                                       |
| 18    | Mária Urbanik           | Ungarn              | 1:34:45           | Knie            |                                       |
| 19    | Beate Gummelt           | Deutschland         | 1:34:59           |                 |                                       |
| 20    | Encarna Granados        | Spanien             | 1:35:06           | Knie            |                                       |
| 21    | Swetlana Tolstaja       | Kasachstan          | 1:35:19           |                 |                                       |
| 22    | Nora Leksir             | Frankreich          | 1:35:29           | Bod             |                                       |
| 23    | Fatiha Ouali            | Frankreich          | 1:35:35           |                 |                                       |
| 24    | Wira Sosulja            | Ukraine             | 1:35:43           |                 |                                       |
| 25    | Kim Mi-jung             | Südkorea            | 1:36:09           |                 | NBL                                   |
| 26    | Mara Ibañez             | Mexiko              | 1:36:17           | Knie            |                                       |
| 27    | Eva Pérez               | Spanien             | 1:36:35           |                 |                                       |
| 28    | Waljanzina Zybulskaja   | Belarus             | 1:36:44           |                 |                                       |
| 29    | Anikó Szebenszky        | Ungarn              | 1:36:46           |                 |                                       |
| 30    | Jolanta Dukure          | Lettland            | 1:36:54           |                 |                                       |
| 31    | Sonata Milušauskaitė    | Litauen             | 1:37:14           |                 |                                       |
| 32    | Laryssa Chmjalnizkaja   | Belarus             | 1:37:39           |                 |                                       |
| 33    | Lisa Kehler             | Großbritannien      | 1:37:47           |                 |                                       |
| 34    | Ivis Martínez           | El Salvador         | 1:38:07           | Bod             |                                       |
| 35    | Olive Loughnane         | Irland              | 1:38:23           |                 |                                       |
| 36    | Christina Kokotou       | Griechenland        | 1:38:52           |                 |                                       |
| 37    | Anita Liepiņa           | Lettland            | 1:39:17           |                 |                                       |
| 38    | Chen Yueling            | USA                 | 1:39:36           | Bod / Bod       |                                       |
| 39    | Lisa Sheridan-Paolini   | Australien          | 1:40:57           |                 |                                       |
| 40    | Elena Kusnezowa         | Kasachstan          | 1:42:45           | Bod             |                                       |
| 41    | Teresita Collado        | Guatemala           | 1:43:28           |                 |                                       |
| 42    | Geovana Irusta          | Bolivien            | 1:43:34           | Knie / Knie     |                                       |
| 43    | Zuzana Blažeková        | Slowakei            | 1:44:03           | Knie            |                                       |
| 44    | Debbi Lawrence          | USA                 | 1:47:20           |                 |                                       |
| 45    | Bahia Boussad           | Algerien            | 1:52:50           |                 |                                       |
| DNF   | Kathrin Boyde           | Deutschland         |                   | Knie / Knie     |                                       |
| DNF   | Aidə İsayeva            | Aserbaidschan       |                   |                 |                                       |
| DNF   | Olga Poljakowa          | Russland            |                   |                 |                                       |
| DNF   | Katarzyna Radtke        | Polen               |                   |                 |                                       |
| DNF   | Annarita Sidoti         | Italien             | Knie              |                 |                                       |
| DNF   | Maja Sassonowa          | Kasachstan          | Bod               |                 |                                       |
| DNF   | Irina Stankina          | Russland            |                   |                 |                                       |
| DSQ   | Liu Hongyu              | Volksrepublik China |                   | Bod / Bod / Bod | disqualifiziert nach IAAF Regel 230.4 |
| DSQ   | María Graciela Mendoza  | Mexiko              | Bod / Bod / Bod   |                 | disqualifiziert nach IAAF Regel 230.4 |
| DSQ   | Janice McCaffrey        | Kanada              | Knie / Bod / Knie |                 | disqualifiziert nach IAAF Regel 230.4 |
| DSQ   | Elisabetta Perrone      | Italien             | Bod / Bod / Bod   |                 | disqualifiziert nach IAAF Regel 230.4 |
| DSQ   | Jane Saville            | Australien          | Knie / Bod / Bod  |                 | disqualifiziert nach IAAF Regel 230.4 |

Zunächst ergriff die US-Amerikanerin Chen Yueling die Initiative und ging mit wenigen Sekunden Vorsprung vor dem Rest des Feldes. Dann erhöhte die Belarussin Waljanzina Zybulskaja das Tempo deutlich und hatte nach sechs Kilometern einen Vorsprung von achtzehn Sekunden auf ihre Konkurrentinnen herausgearbeitet. Bei Kilometer acht lagen die beiden Italienerinnen Elisabetta Perrone und Erica Alfridi nur noch sieben Sekunden hinter ihr. Zybulskaja musste jetzt ihrer Tempoverschärfung Tribut zollen und fiel zurück. Die Führung übernahm nun zunächst Weltmeisterin Hongyu vor einem Siebenerfeld. Bei Kilometer zwölf schlossen Perrone und die Australierin Jane Saville auf. Die Führungsarbeit wechselte ständig zwischen diesen drei Athletinnen, sodass sie einen Vorsprung von sieben Sekunden auf die ersten Verfolgerinnen halten konnten. Jedoch wurden alle drei nach jeweils drei Verwarnungen wegen Nichteinhaltung der Gehregeln kurz hintereinander disqualifiziert. Dadurch lag bei Kilometer achtzehn die Chinesin Wang Liping, die sich im Laufe des Wettbewerbs immer weiter nach vorne gearbeitet hatte, an der Spitze. Sie sicherte sich den Olympiasieg 28 Sekunden vor der Norwegerin Kjersti Plätzer, die wiederum fünfzig Sekunden Vorsprung auf die spanische Bronzemedaillengewinnerin María Vasco hatte. Vierte wurde Erica Alfridi vor der Mexikanerin María Guadalupe Sánchez und Norica Câmpean aus Rumänien. Die beiden mitfavorisierten Geherinnen Kerry Saxby-Junna und Tatjana Gudkowa belegten die Ränge sieben und acht.

## Video
- Elisabetta Perrone Sydney 2000 (avi), youtube.com, abgerufen am 14. April 2018